# Tessa Giele
Tessa Giele (Brielle, 1 november 2002) is een Nederlandse zwemster.

## Carrière
Giele startte als 6-jarige bij zwemvereniging de Duck in Brielle. In het najaar van 2016 stapte ze over naar de Zeehond'73 in Rozenburg. Toen ze in 2018 begon met haar studie in Rotterdam wisselde ze nogmaals van club, ditmaal naar Feijenoord Albion. Onder leiding van zwemcoach Arienne Naber en krachttrainster Anne Dekker kwalificeerde Giele zich voor de Europese kampioenschappen zwemmen 2020 in Boedapest. Op dit toernooi werd Giele uitgeschakeld in de series van zowel de 50 meter rugslag als de 50 en de 100 meter vlinderslag. Op de Europese kampioenschappen kortebaanzwemmen 2021 in Kazan eindigde de Nederlandse als zevende op de 100 meter vlinderslag, daarnaast strandde ze in de series van zowel de 50 meter rugslag als de 50 meter vlinderslag. Tijdens de wereldkampioenschappen kortebaanzwemmen 2021 in Abu Dhabi werd ze uitgeschakeld in de halve finales van de 100 meter vlinderslag. Op de 4×100 meter wisselslag eindigde ze samen met Maaike de Waard, Kim Busch en Marrit Steenbergen op de zevende plaats. Samen met Kim Busch, Maaike de Waard en Marrit Steenbergen zwom ze in de series van de 4×50 meter vrije slag, in de finale veroverden Busch en De Waard samen met Kira Toussaint en Ranomi Kromowidjojo de bronzen medaille. Op de 4×50 meter wisselslag zwom ze samen met Kim Busch, Ranomi Kromowidjojo en Maaike de Waard in de series, in de finale legden Busch, De Waard en Kromowidjojo samen met Kira Toussaint beslag op de bronzen medaille. Samen met Kim Busch, Marrit Steenbergen en Ranomi Kromowidjojo zwom ze in de series van de 4×100 meter vrije slag, in de finale eindigden Busch, Steenbergen en Kromowidjojo samen met Kira Toussaint op de vierde plaats. Op de gemengde 4×50 meter wisselslag zwom ze samen met Arno Kamminga, Nyls Korstanje en Kim Busch in de series, in de finale sleepte Kamminga samen met Kira Toussaint, Ranomi Kromowidjojo en Thom de Boer de wereldtitel in de wacht. Voor haar aandeel in de series van de estafettes ontving Giele één gouden en twee bronzen medailles.
In Boedapest nam Giele deel aan de wereldkampioenschappen zwemmen 2022. Op dit toernooi strandde ze in de series van de 50 meter vlinderslag. Samen met Kim Busch, Valerie van Roon en Marrit Steenbergen eindigde ze als zevende op de 4×100 meter vrije slag, op de gemengde 4×100 meter vrije slag eindigde ze samen met Stan Pijnenburg, Jesse Puts en Marrit Steenbergen op de vijfde plaats. Op de Europese kampioenschappen zwemmen 2022 in Rome eindigde de Nederlandse als vierde op de 50 meter vrije slag, daarnaast werd ze uitgeschakeld in de halve finales van de 100 meter vlinderslag en in de series van de 100 meter vrije slag, 50 meter rugslag en de 50 meter vlinderslag. Samen met Kim Busch, Valerie van Roon en Marrit Steenbergen behaalde ze de bronzen medaille op de 4×100 meter vrije slag. Op de 4×100 meter wisselslag zwom ze samen met Kira Toussaint, Tes Schouten en Valerie van Roon in de series, in de finale veroverden Toussaint en Schouten samen met Maaike de Waard en Marrit Steenbergen de bronzen medaille. Samen met Stan Pijnenburg, Jesse Puts en Marrit Steenbergen eindigde ze als zesde op de gemengde 4×100 meter vrije slag. Op de gemengde 4×100 meter wisselslag zwom ze samen met Kira Toussaint, Arno Kamminga en Nyls Korstanje in de series, in de finale legden Toussaint, Kamminga en Korstanje samen met Marrit Steenbergen beslag op de Europese titel. Voor haar inspanningen in de series van beide wisselslagestafettes ontving Giele een gouden en een bronzen medaille. In de zomer van 2022 besloot ze haar topsportcarrière voort te zetten onder leiding van Mark Faber bij het HPC (High Performance Centre) in Amsterdam.

## Internationale toernooien
| Jaar | Olympische Spelen                                                                            | WK langebaan                                                            | WK kortebaan | EK langebaan | EK kortebaan                                                |
| ---- | -------------------------------------------------------------------------------------------- | ----------------------------------------------------------------------- | --- | --- | ----------------------------------------------------------- |
| 2020 | Geen toernooien vanwege de coronapandemie                                                    | Geen toernooien vanwege de coronapandemie                               | Geen toernooien vanwege de coronapandemie                                                                                               | Geen toernooien vanwege de coronapandemie | Geen toernooien vanwege de coronapandemie                   |
| 2021 | geen deelname                                                                                |                                                                         | 12e 100m vlinderslag · 4×50m vrije slag* · 4e 4×100m vrije slag* · 4×50m wisselslag* · 7e 4×100m wisselslag · 4×50m wisselslag gemengd* | 17e 50m rugslag 34e 50m vlinderslag 35e 100m vlinderslag | serie 50m rugslag serie 50m vlinderslag 7e 100m vlinderslag |
| 2022 |                                                                                              | 19e 50m vlinderslag 7e 4×100 m vrije slag 5e 4×100 m vrije slag gemengd | geen deelname | 4e 50m vrije slag · 20e 100m vrije slag · DSQ 50m rugslag · serie 50m vlinderslag · 11e 100m vlinderslag · 4x100m vrije slag · 4x100m wisselslag* · 6e 4x100m vrije slag gemengd · 4x100m wisselslag gemengd* |                                                             |
| 2023 |                                                                                              |                                                                         | | | 5e 50m rugslag · 50m vlinderslag · 4x50m wisselslag gemengd |
| 2024 | 15e 100m vlinderslag 9e 4x100m vrije slag 6e 4x100m wisselslag gemengd* 8e 4x100m wisselslag |                                                                         | | |                                                             |
| 2025 |                                                                                              | 4x100m vrije slag ·                                                     | | |                                                             |

- ) Giele zwom alleen de series

## Nederlandse kampioenschappen
| Jaar | NK kortebaan                                                                         | NK langebaan  |
| ---- | ------------------------------------------------------------------------------------ | ------------- |
| 2021 | 50m vrije slag · 50m rugslag · 50m vlinderslag · 100m vlinderslag · 200m vlinderslag | Niet gehouden |

## Persoonlijke records
Bijgewerkt tot en met 10 december 2023
Kortebaan
| Afstand          | Tijd  | Datum            | Plaats    |
| ---------------- | ----- | ---------------- | --------- |
| 50m vrije slag   | 24,35 | 3 december 2021  | Den Haag  |
| 100m vrije slag  | 54,26 | 4 december 2021  | Den Haag  |
| 50m rugslag      | 26,52 | 18 december 2021 | Abu Dhabi |
| 50m vlinderslag  | 25,10 | 10 december 2023 | Otopeni   |
| 100m vlinderslag | 56,88 | 20 december 2021 | Abu Dhabi |

Langebaan
| Afstand          | Tijd  | Datum            | Plaats      |
| ---------------- | ----- | ---------------- | ----------- |
| 50m vrije slag   | 24,74 | 16 augustus 2022 | Rome        |
| 100m vrije slag  | 54,57 | 22 mei 2022      | Monte Carlo |
| 50m rugslag      | 27,86 | 8 mei 2022       | Genève      |
| 50m vlinderslag  | 25,96 | 10 april 2022    | Eindhoven   |
| 100m vlinderslag | 58,71 | 14 augustus 2022 | Rome        |